# Winthrop (cráter)
Winthrop es el remanente de un cráter de impacto lunar que ha sido inundado por la lava del Oceanus Procellarum. Se encuentra en el borde occidental del cráter mucho más grande Letronne, un elemento que ha sido casi destruido por la invasión de la lava del mar lunar. Todo lo que sobrevive de Winthrop son unos pocos segmentos del borde exterior.
|  |

Fue previamente identificado como Letronne P antes de ser rebautizado por la UAI.